# Ezra FC
Der Ezra Football Club ist ein laotischer Fußballverein aus Vientiane. Aktuell spielt die Fußballmannschaft in der höchsten Liga des Landes, der Lao Premier League.

## Erfolge
- Laotischer Meister: 2024/25
- Laotischer Pokalsieger: 2024/25

## Saisonplatzierung
| Saison  | Liga               | Liga                                | Liga                                | Liga                                | Liga                                | Liga                                | Liga                                | Liga                                | Liga |
| Saison  | Liga               | Spiele                              | S                                   | U                                   | N                                   | Tore                                | Punkte                              | Position                            |      |
| ------- | ------------------ | ----------------------------------- | ----------------------------------- | ----------------------------------- | ----------------------------------- | ----------------------------------- | ----------------------------------- | ----------------------------------- | ---- |
| 2012    | Lao Premier League | 18                                  | 9                                   | 4                                   | 5                                   | 72:25                               | 31                                  | 5.                                  |      |
| 2013    | Lao Premier League | 14                                  | 7                                   | 4                                   | 3                                   | 24:12                               | 25                                  | 4.                                  |      |
| 2014    | Lao Premier League | 18                                  | 8                                   | 3                                   | 7                                   | 30:31                               | 27                                  | 6.                                  |      |
| 2015    | Lao Premier League | 20                                  | 1                                   | 1                                   | 18                                  | 15:85                               | 4                                   | 11.                                 |      |
| 2016    | Lao Premier League | 26                                  | 7                                   | 4                                   | 15                                  | 37:61                               | 25                                  | 10.                                 |      |
| 2017    |                    |                                     |                                     |                                     |                                     |                                     |                                     |                                     |      |
| 2018    |                    |                                     |                                     |                                     |                                     |                                     |                                     |                                     |      |
| 2019    |                    |                                     |                                     |                                     |                                     |                                     |                                     |                                     |      |
| 2020    | Lao Premier League | 12                                  | 4                                   | 4                                   | 4                                   | 23:17                               | 16                                  | 4.                                  |      |
| 2021    | Lao Premier League | Abbruch wegen der COVID-19-Pandemie | Abbruch wegen der COVID-19-Pandemie | Abbruch wegen der COVID-19-Pandemie | Abbruch wegen der COVID-19-Pandemie | Abbruch wegen der COVID-19-Pandemie | Abbruch wegen der COVID-19-Pandemie | Abbruch wegen der COVID-19-Pandemie |      |
| 2022    | Lao Premier League | 18                                  | 8                                   | 5                                   | 5                                   | 29:25                               | 29                                  | 3.                                  |      |
| 2023    | Lao Premier League | 14                                  | 7                                   | 4                                   | 3                                   | 39:12                               | 25                                  | 3.                                  |      |
| 2024/25 | Lao Premier League | 14                                  | 12                                  | 2                                   | 0                                   | 56:13                               | 38                                  | 1.                                  |      |

## Stadion
Die Heimspiele werden im New Laos National Stadium in Vientiane ausgetragen. Das Stadion hat ein Fassungsvermögen von 25.000 Personen.
Koordinaten: 18° 3′ 43,7″ N, 102° 42′ 14,3″ O

## Bekannte Spieler
- Anousone Xaypanya
- Peter Phanthavong
- Phathana Phommathep
- Takuya Watanabe
- Chony Wenpaserth
- Anousone Xaypanya

## Spieler
Stand: Februar 2025
| Nr. |       | Position | Name                   |
| --- | ----- | -------- | ---------------------- |
| 1   | Laos  | TW       | Kop Lokphathip         |
| 2   | Laos  | AB       | Phoutthavong Sangvilay |
| 3   | Laos  | AB       | Foutbone Kounnasen     |
| 4   | Laos  | AB       | Anantaza Siphongphan   |
| 5   | Laos  | AB       | Xeedee Pomsavanh       |
| 6   | Laos  | AB       | Salermsay Phommavong   |
| 7   | Laos  | ST       | Peter Phanthavong      |
| 8   | Laos  | MF       | Damoth Thongkhamsavath |
| 10  | Laos  | ST       | Chony Wenpaserth       |
| 12  | Laos  | TW       | Phounin Xayasone       |
| 14  | Japan | MF       | Reo Nakamura           |
| 15  | Laos  | ST       | Sisattana Kanlaya      |
| 16  | Laos  | MF       | Xaysana Xihalath       |

| Nr. |      | Position | Name                          |
| --- | ---- | -------- | ----------------------------- |
| 19  | Laos | ST       | Phathana Phommathep           |
| 20  | Guam | AB       | Takumi Ito                    |
| 21  | Laos | MF       | Phouthalak Thongsanith        |
| 23  | Laos | ST       | Phonexai Xamonthien           |
| 25  | Laos | AB       | Vongsadka Chanthaleusay       |
| 27  | Laos | MF       | Binly Donsanouphit            |
| 30  | Laos | AB       | Xayasouk Keovisone            |
| 36  | Laos | MF       | Chanthavixay Khounthoumphone  |
| 55  | Laos | AB       | Khammanh Thapaseut            |
| 79  | Laos | ST       | Thanousack Nanthavongdouangsy |
| 97  | Laos | AB       | Nawin Akaxay                  |
| 98  | Laos | MF       | Phoutpasert Oxay              |
| 99  | Laos | TW       | Souksakhone Kiliya            |